# Korean Air Jumbos Volleyball Club 2021-2022
Questa voce raccoglie le informazioni riguardanti il Korean Air Jumbos Volleyball Club nelle competizioni ufficiali della stagione 2021-2022.

## Stagione
Il Korean Air Jumbos Volleyball Club partecipa al suo diciottesimo campionato di V-League, ottenendo il primo posto in regular season e conquistando il terzo scudetto della propria storia ai danni dei KB Stars.
In Coppa KOVO esce di scena in semifinale, estromesso dalla corsa al titolo dagli OK Okman.

## Organigramma societario
Area direttiva
- Presidente: Jo Won-tae

Area tecnica
- Allenatore: Tommi Tiilikainen
- Allenatore in seconda: Kasper Vuorinen
- Assistente allenatore: Jang Kwang-kyun, Choi Bu-sik, Moon Seong-jun

## Rosa
| N° | Nome             | Ruolo | Data di nascita  | Nazionalità sportiva |
| -- | ---------------- | ----- | ---------------- | -------------------- |
| 1  | Kim Kyu-min      | C     | 28 dicembre 1990 | Corea del Sud        |
| 2  | Han Sun-soo      | P     | 16 dicembre 1985 | Corea del Sud        |
| 3  | Jeong Jin-hyuk   | P     | 21 luglio 2000   | Corea del Sud        |
| 4  | Kim Min-jae      | C     | 4 aprile 2003    | Corea del Sud        |
| 5  | You Kwang-woo    | P     | 22 aprile 1985   | Corea del Sud        |
| 6  | Lee Soo-hwang    | C     | 13 agosto 1990   | Corea del Sud        |
| 7  | Lee Jun          | S     | 30 luglio 1999   | Corea del Sud        |
| 8  | Jin Ji-wee       | C     | 18 aprile 1993   | Corea del Sud        |
| 9  | Kwak Seung-suk   | S     | 23 marzo 1988    | Corea del Sud        |
| 10 | Jung Ji-seok     | S     | 10 marzo 1995    | Corea del Sud        |
| 12 | Jo Jae-young     | C     | 21 agosto 1991   | Corea del Sud        |
| 13 | Park Ji-hun      | L     | 6 novembre 1998  | Corea del Sud        |
| 14 | Oh Eun-ryeol     | L     | 20 agosto 1997   | Corea del Sud        |
| 15 | Lim Jae-young    | S     | 29 marzo 1998    | Corea del Sud        |
| 16 | Joung Han-yong   | S     | 31 luglio 2001   | Corea del Sud        |
| 17 | Im Dong-hyeok    | O     | 9 marzo 1999     | Corea del Sud        |
| 18 | Lincoln Williams | O     | 6 ottobre 1993   | Australia            |
| 19 | Jin Seong-tae    | C     | 3 febbraio 1993  | Corea del Sud        |
| 20 | Jung Sung-min    | L     | 29 aprile 1988   | Corea del Sud        |

## Statistiche

### Statistiche di squadra
| Competizione | Punti | In casa | In casa | In casa | In trasferta | In trasferta | In trasferta | Totale | Totale | Totale |
| Competizione | Punti | G       | V       | P       | G            | V            | P            | G      | V      | P      |
| ------------ | ----- | ------- | ------- | ------- | ------------ | ------------ | ------------ | ------ | ------ | ------ |
| V-League     | 70    | 20      | 15      | 5       | 19           | 11           | 8            | 39     | 26     | 13     |
| Coppa KOVO   | -     | -       | -       | -       | -            | -            | -            | 4      | 2      | 2      |
| Totale       | -     | 20      | 15      | 5       | 19           | 11           | 8            | 43     | 28     | 15     |

G = partite giocate; V = partite vinte; P = partite perse

### Statistiche dei giocatori
| Giocatore   | Campionato | Campionato | Campionato | Campionato | Campionato | Coppa KOVO | Coppa KOVO | Coppa KOVO | Coppa KOVO | Coppa KOVO | Totale | Totale | Totale | Totale | Totale |
| Giocatore   | P          | PT         | AV         | MV         | BV         | P          | PT         | AV         | MV         | BV         | P      | PT     | AV     | MV     | BV     |
| ----------- | ---------- | ---------- | ---------- | ---------- | ---------- | ---------- | ---------- | ---------- | ---------- | ---------- | ------ | ------ | ------ | ------ | ------ |
| Han S.s.    | 33         | 59         | 14         | 21         | 24         | 4          | 0          | 0          | 0          | 0          | 37     | 59     | 14     | 21     | 24     |
| Im D.h.     | 38         | 430        | 377        | 33         | 20         | 4          | 107        | 92         | 12         | 3          | 42     | 537    | 469    | 45     | 23     |
| Jeong J.h.  | 3          | 0          | 0          | 0          | 0          | -          | -          | -          | -          | -          | 3      | 0      | 0      | 0      | 0      |
| Jin J.w.    | 16         | 53         | 30         | 18         | 5          | 0          | 0          | 0          | 0          | 0          | 16     | 53     | 30     | 18     | 5      |
| Jin S.t.    | 23         | 93         | 68         | 22         | 3          | 2          | 0          | 0          | 0          | 0          | 25     | 93     | 68     | 22     | 3      |
| Joung H.y.  | 11         | 29         | 21         | 3          | 5          | -          | -          | -          | -          | -          | 11     | 29     | 21     | 3      | 5      |
| Jo J.y.     | 26         | 161        | 92         | 51         | 18         | 4          | 25         | 19         | 6          | 0          | 30     | 186    | 111    | 57     | 18     |
| Jung J.s.   | 26         | 424        | 323        | 40         | 61         | 4          | 67         | 56         | 8          | 3          | 30     | 491    | 379    | 48     | 64     |
| Jung S.m.   | 25         | 0          | 0          | 0          | 0          | 4          | 0          | 0          | 0          | 0          | 29     | 0      | 0      | 0      | 0      |
| Kim K.m.    | 25         | 113        | 71         | 41         | 1          | -          | -          | -          | -          | -          | 25     | 113    | 71     | 41     | 1      |
| Kim M.j.    | 7          | 28         | 18         | 6          | 4          | -          | -          | -          | -          | -          | 7      | 28     | 18     | 6      | 4      |
| Kwak S.s.   | 38         | 327        | 266        | 46         | 15         | 4          | 56         | 48         | 4          | 4          | 42     | 383    | 314    | 50     | 19     |
| Lee J.      | 7          | 22         | 18         | 4          | 0          | -          | -          | -          | -          | -          | 7      | 22     | 18     | 4      | 0      |
| Lee S.h.    | 14         | 21         | 14         | 4          | 3          | 0          | 0          | 0          | 0          | 0          | 14     | 21     | 14     | 4      | 3      |
| Lim J.y.    | 33         | 46         | 33         | 1          | 12         | 4          | 10         | 8          | 0          | 2          | 37     | 56     | 41     | 1      | 14     |
| Oh E.r.     | 36         | 0          | 0          | 0          | 0          | 4          | 0          | 0          | 0          | 0          | 40     | 0      | 0      | 0      | 0      |
| Park J.h.   | 15         | 0          | 0          | 0          | 0          | 2          | 0          | 0          | 0          | 0          | 17     | 0      | 0      | 0      | 0      |
| L. Williams | 37         | 747        | 653        | 40         | 54         | -          | -          | -          | -          | -          | 37     | 747    | 653    | 40     | 54     |
| You K.w.    | 36         | 13         | 6          | 1          | 6          | 4          | 1          | 0          | 1          | 0          | 40     | 14     | 6      | 2      | 6      |

P = presenze; PT = punti totali; AV = attacchi vincenti; MV = muri vincenti; BV = battute vincenti